# Sexualidade de Hans Christian Andersen

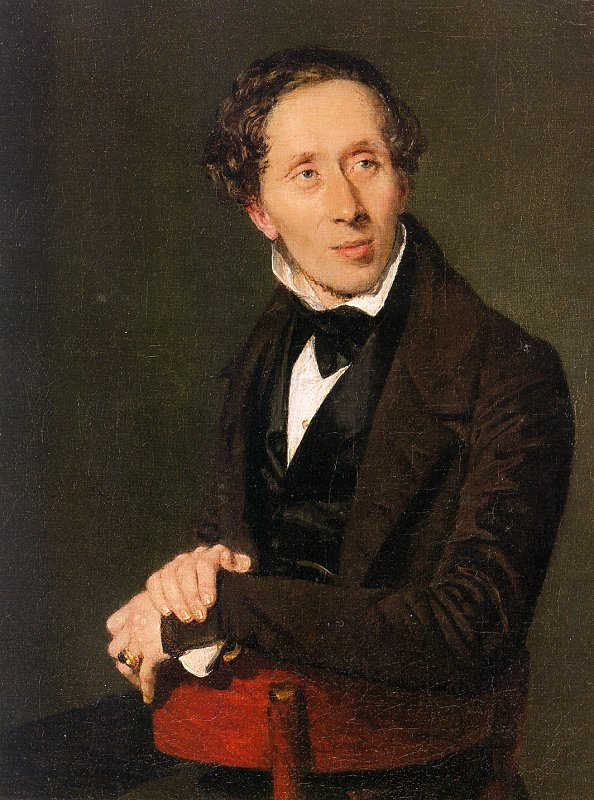
Hans Christian Andersen, 1836, por Constantin Hansen

A orientação sexual de Hans Christian Andersen foi desde cedo objecto de controvérsia em círculos académicos. A discussão iniciou-se em 1901, com o artigo "Hans Christian Andersen: Evidence of his Homosexuality" de Carl Albert Hansen Fahlberg na revista de Magnus Hirschfeld, "Jahrbuch für sexuelle Zwischenstufe" (Anuário da Ambiguidade Sexual).
Actualmente não existe consenso em relação à sexualidade de Hans Christian Andersen, e é necessário interpretá-la à luz dos costumes sociais do século XIX, o que não é fácil. Andersen possuía um grande círculo de amizades e é muito diferente comparar "amizade" nos dias de hoje com "amizade" na época em que Andersen viveu. O que se sabe é que ele tinha medo de qualquer relacionamento mais íntimo/sexual, mas era muito bom a fazer amigos. Alguns autores defendem que Andersen se apaixonou tanto por mulheres quanto por homens na sua vida adulta, e há várias evidências para tais possibilidades.
De acordo com o Centro Hans Christian Andersen:

É correto apontar elementos muito ambivalentes (e também muito traumáticos) na vida emocional de Andersen em relação à esfera sexual, mas é decididamente errado descrevê-lo como homossexual e defender que ele teve relações sexuais com homens. Ele não teve. De fato isso seria totalmente contrário à sua moral e seus ideais religiosos
Um seu contemporâneo e correspondente, Kierkegaard, referindo-se à sexualidade e espiritualidade de Andersen, apelida-o de "espiritualmente andrógino, "como uma daquelas flores em que o masculino e o feminino coexistem no mesmo pé".

## Amores não correspondidos

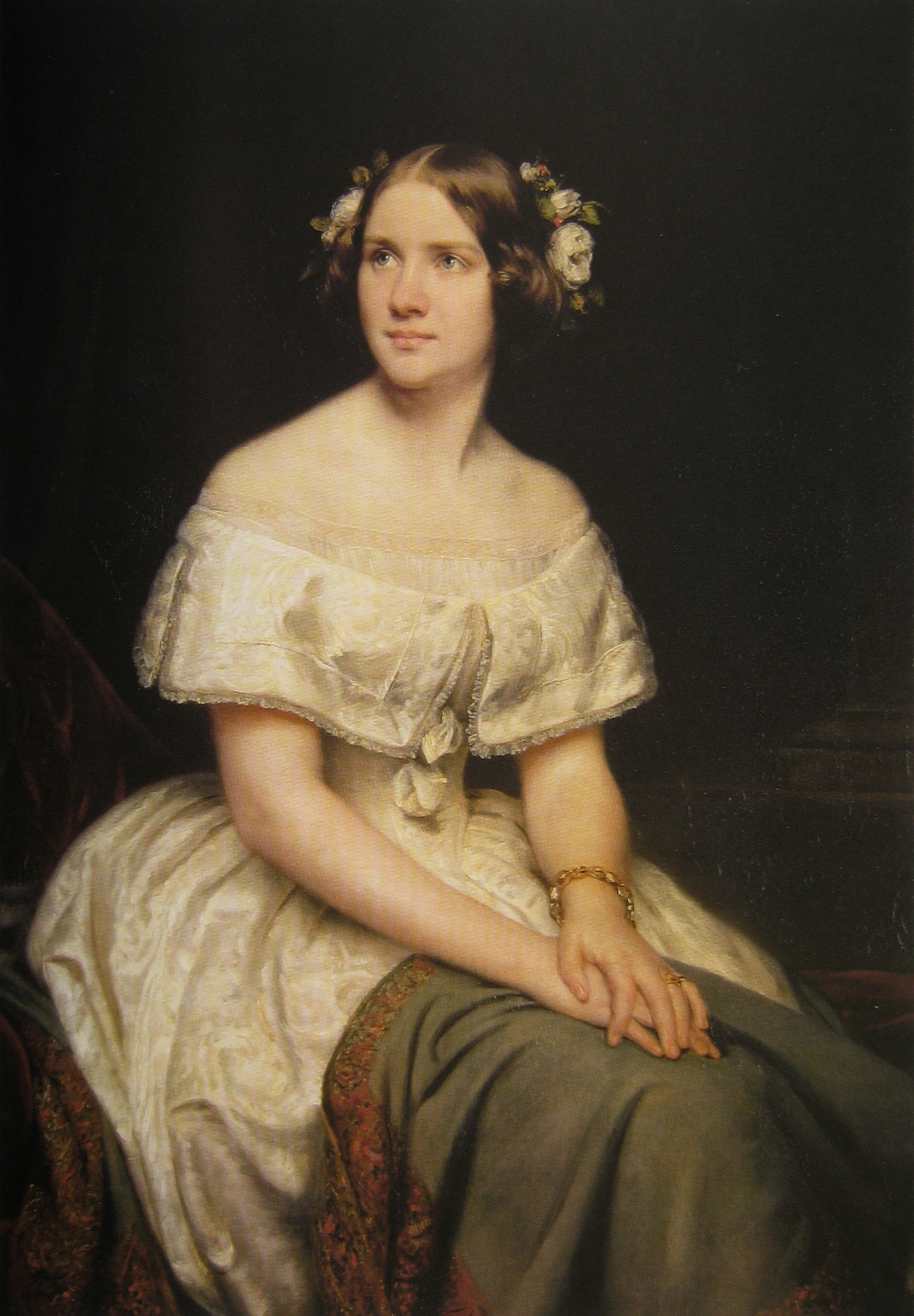
A soprano Jenny Lind, por Eduard Magnus

Andersen apaixonava-se frequentemente por mulheres impossíveis de serem conquistadas e muitas de suas histórias podem ser interpretadas como referências às suas desilusões amorosas.
O mais famoso desses casos foi o com a cantora Jenny Lind. Uma de suas histórias, The Nightingale (O Rouxinol), foi uma expressão escrita de sua paixão por Lind, dando à cantora o apelido de Swedish Nightingale ("Rouxinol Sueco"). Andersen era sempre tímido perto de mulheres e tinha extrema dificuldade em se declarar para Lind. Quando Lind estava embarcando em um trem que a iria levar a um concerto de ópera, Andersen entregou-lhe  uma carta de declaração amorosa. Porém, os seus sentimentos por ela não eram correspondidos; ela via-o como um irmão, escrevendo para ele em 1844: "Adeus... que Deus abençoe e proteja meu irmão, são os sinceros votos de sua querida irmã, Jenny".
Uma garota chamada Riborg Voigt foi o amor não correspondido da juventude de Andersen. Uma pequena bolsa de couro, contendo uma longa carta de Riborg, foi descoberta no peito de Andersen quando ele morreu. Em certo ponto, ele escreveu em seu diário: "Deus Todo Poderoso,  meu sangue quer amor, assim como meu coração!".
Outras decepções amorosas incluíram Sophie Ørsted, filha do físico Hans Christian Ørsted, e Louise Collin, a filha mais nova de seu benfeitor Jonas Collin.
Entretanto, existem alguns acadêmicos, como Jackie Wullschlager, que defendem que Andersen teria tido também amores não correspondidos por homens, citando o caso de Edvard Collin, sobre quem Andersen teria observado no seu diário "Eu padeço por você como por uma linda garota da Calábria... meus sentimentos por você são aqueles de uma mulher. A feminilidade da minha natureza e nossa amizade devem permanecer um mistério." Edvard Collin, por sua vez, escreveu no seu diário "Fui incapaz de corresponder a tal amor, o que causou grande sofrimento ao autor". Outros casos documentados incluem o bailarino Harald Scharff, e um príncipe alemão da casa imperial.

## Influência na obra
Segundo Elias Bredsdorff, que nunca se referiu à sexualidade do autor, Andersen injectou detalhes da sua perturbada vida pessoal na sua obra, queixando-se mesmo que a tradução original para inglês pelos tradutores vitorianos teria adoçado e 'bowdlerizado' as suas histórias".
Dag Heede, apesar de considerar errado apelidar o autor de homossexual, considera que as obras de Andersen podem ter uma leitura de uma perspectiva "homossexual". Entretanto ressalva:
Se ele era ou não homossexual é basicamente anistórico e, se não errado, então formulado de forma imprecisa. A ideia de "homossexual" foi inventada primeiro em 1869 e ninguém durante a vida de Andersen pensou que seria necessário enquadrar Andersen nessa categoria particular, estigmatizante, moderna e misteriosa. É anacrônico considerar Andersen como o "homossexual" e quase tão errado quanto considerá-lo como "heterossexual" ou "bissexual".

Acredito que devemos ser cuidadosos ao usar classificações sexuais de épocas posteriores para categorizar os homens e as mulheres do tempo de Andersen. O que não é o mesmo que dizer que não é necessário investigar sua vida emocional e o significado do gênero e da sexualidade tanto em sua vida com em suas obras. Essa é uma necessidade, mas deve ser feito com cuidado e deve ouvir e estar aberto à realidade que a sexualidade e o gênero podem ser compreendidos e interpretados em categorias diferentes das existentes em nosso hábito moderno e rígido de dividir a humanidade em umas caixas etiquetadas como "homossexual" e "heterossexual".